# Monoctenia fraternaria
Monoctenia fraternaria är en fjärilsart som beskrevs av Achille Guenée 1857. Monoctenia fraternaria ingår i släktet Monoctenia och familjen mätare. Inga underarter finns listade i Catalogue of Life.